# Fritz Eckhard Ulrich
Fritz Eckhard Ulrich (* 20. Juni 1935 in Oberschöna; † 17. Januar 1992 Halle) war ein deutscher Internist, Endokrinologe und Dichter. Er publizierte unter F. Eckhard Ulrich.

## Leben

### Jugend, Ausbildung und Familie
Fritz Eckhard Ulrich wurde als erstes von vier Kindern einer Arbeiterfamilie geboren. Sein Vater, Fritz Ulrich, war Elektromonteur, seine Mutter, Margarete Ulrich geb. Börner, Hausfrau. Er wuchs in der Altmark auf, besuchte die Volksschule der Stadt Salzwedel bis zum Kriegsende 1945. Aufgrund der Kriegsgefangenschaft des Vaters zog die Mutter nach Mehrin, Kreis Kalbe Milde/Altmark. Bis 1947 besuchte F. Eckhard Ulrich mehrere einklassige Schulen in verschiedenen Altmarkdörfern. Nach der Ablegung einer Sonderprüfung im September 1947 konnte er das Humanistische Gymnasium der Landesheimoberschule Schulpforta besuchen, wo er 1953 das Abitur ablegte.
1953 bis 1958 studierte er Medizin an der Martin-Luther-Universität Halle und an der Medizinischen Akademie Magdeburg. Dies schloss er 1958 mit dem Medizinischen Staatsexamen ab. Ab Januar 1959 war er als Assistent am Physiologischen Institut in Halle und promovierte 1959 zum Doktor der Medizin.
Er war verheiratet mit einer Augenärztin, hatte zwei Töchter und sieben Enkelkinder.

### Beruflicher Werdegang und Tätigkeiten
1961 trat er in die II. Medizinische Klinik ein. Nach der Übernahme der Klinikleitung durch Konrad Seige wurde er Facharzt für Innere Medizin. Von 1967 bis 1970 war er am Aufbau des Radioimmunoassays im Isotopenlabor des Instituts für Physiologische Chemie beteiligt.
Ab 1970 arbeitete er ambulant und stationär in der II Medizinischen Klinik der Martin-Luther-Universität. 1974 erhielt er die Facultas Docendi, 1975 wurde er Oberarzt, 1978 habilitierte er sich. 1984 wurde er zum Ordentlichen Dozenten für Innere Medizin, 1989 zum außerordentlichen Professor für Innere Medizin berufen. 1991 wurde er der kommissarische Direktor des Zentrums für Innere Medizin/Dermatologie/Neurologie.

### Außerklinische Tätigkeit
Fritz Eckhard Ulrich war Gründungsmitglied, erster Sekretär und Schatzmeister der Gesellschaft für Endokrinologie und Stoffwechselkrankheiten der DDR. Weiters war er Mitglied der Fachkommission Innere Medizin des Bezirkes Halle. Außerdem war er Mitglied der Jodkommission der DDR. Ab November 1989 arbeitete er am Runden Tisch des Bereichs Medizin an der Erneuerung der Halleschen Universität mit.

### Studienaufenthalte
1966 arbeitete er als Postdoc in Frankfurt am Main. Er erhielt dann ein Ausreiseverbot ins westliche Ausland. Im Jahr 1980/81 wirkte er an der Klinik für Endokrinologie Poznań sowie 1988 in Bern.

### Stasi-Vorwurf und Suizid
Ab November 1991 wurde F. Eckhard Ulrich Tätigkeit für den Staatssicherheitsdienst der DDR (Stasi) als Inoffizieller Mitarbeiter (IM) vorgeworfen. Die Stasi-Unterlagen-Behörde unter der damaligen Leitung von Joachim Gauck bestätigte dies, obwohl sich herausgestellt hatte, dass die Stasi die Zusammenarbeit als unergiebig bezeichnete, daher der IM-Vorgang eingestellt und daraus ein operativer Vorgang gemacht wurde. F. Eckhard Ulrich wurde zunehmend isoliert, eine öffentliche Hetze inszeniert. 1992 nahm er sich deswegen das Leben. Erst nachträglich wurde er rehabilitiert.

## Dichtung
F. Eckhard Ulrichs Vorbild war Gottfried Benn. Etwa ab 1953 beginnt er zu markanten politischen Ereignissen literarisch Stellung zu nehmen, sich zu äußern und sie oft vorausschauend zu hinterfragen. Eine große Anzahl von Gedichten stammt aus den fünfziger und sechziger Jahren. Es war seine schaffensreichste Phase. Er gehörte zum Halleschen Künstlerkreis um die Schriftsteller Sarah und Rainer Kirsch, der sich 1968 nach deren Scheidung und der Übersiedlung von Sarah Kirsch nach Westberlin auflöste. Mit Sarah Kirsch übersetzte er russische Lyrik, die 1968 erschien, während eine von einem befreundeten Verlagslektor zusammengestellte Sammlung mit Ulrichs Gedichten nicht erscheinen durfte. Einige wurden dann allerdings in Anthologien veröffentlicht. Ab 1968 erscheinen keine Texte Ulrichs mehr. Gedichte schrieb er noch bis 1981, dann folgte eine längere Pause und erst von 1990 findet sich wieder ein literarischer Hinweis.

## Auszeichnungen
- 1979 und 1985 Verdienstmedaille der Posener Akademie für Wirtschaftswissenschaften.
- 1996 Literaturpreis der Bundesärztekammer (posthum verliehen).
- 1996 Ausstellung mit Gedichten und Fotos der Arbeitsgemeinschaft Fotografie Fulda in der Halleschen Marktkirche, in Schmalkalden und Göttingen.

## Publikationen, Vorträge, Kongresse
- Über 300 wissenschaftliche Vorträge im In- und Ausland; federführend oder aktiv beteiligt an über 150 Publikationen.
- Organisatorische Leitung des II. Endokrinologie-Kongresses der DDR 1981.
- Organisatorische Leitung der Bilateralen Symposien  Poznań-Halle / Halle-Poznań 1982, 1984 und 1985.
- Wissenschaftliche Leitung des Internationalen Symposiums „150 Jahre Morbus Basedow“, im Mai 1990 in Halle-Merseburg.

## Veröffentlichungen
- Erlebtes Hier. Gedicht-Anthologie. Halle/Saale: Mitteldeutscher Verlag 1967
- Matwjewa, Novella Nikolajewa: Gedicht. Deutsche Nachdichtung Sarah Kirsch und Eckhard Ulrich, Lyrikreihe Poesiealbum. Berlin 1968
- Saison für Lyrik. Gedicht-Anthologie. Berlin und Weimar: Aufbau-Verlag 1968
- Auswahl ’68. Gedicht-Anthologie. Hrsg. von Bernd Jentzsch, Berlin: Verlag Neues Leben 1968
- F. Eckhard Ulrich: ich habe aufgegeben dieses land zu lieben. mit einem Nachwort von Friedrich Schorlemmer und einem Beitrag von Dr. Heiner Protzmann. Halle: fliegenkopf verlag 1992, 2. erweiterte Auflage 1994
- F. Eckhard Ulrich: für später. Gedichte aus dem Nachlass. hrsg. von Dr. Cordula Ulrich und Paul Alfred Kleinert. Aschersleben: Verlag Un art ig 2001